# Branislav Ivanović
Branislav Ivanović (in serbo Бранислав Ивановић?; Sremska Mitrovica, 22 febbraio 1984) è un ex calciatore serbo, di ruolo difensore.

## Caratteristiche tecniche
Inizialmente impiegato come centrale difensivo, ricopre spesso il ruolo di terzino destro, in quanto unisce alle spiccate doti difensive una notevole propensione offensiva. I suoi punti di forza sono il gioco aereo (è autore di molti gol di testa) e la potenza fisica, che gli permette di vincere contrasti sia nella propria area, sia in quella avversaria, dov'è sovente protagonista di tempestivi inserimenti. Era anche bravo nell'intercettare i palloni avversari e dispone di un ottimo senso della posizione. Inoltre ha una buona tecnica di base e un buon dribbling. In più è un giocatore dotato di freddezza nei momenti decisivi dove si inseriva per andare a segnare.

## Carriera

### Club
Cresciuto nella squadra della sua città, lo Srem di Sremska Mitrovica, debutta in prima squadra nel 2002, e vi rimane fino al gennaio 2004, quando viene ingaggiato dall'OFK Belgrado. Con la squadra di Belgrado rimane per tre stagioni, dove si fa notare, grazie alla sua duttilità, riuscendo a giocare sia da difensore centrale, che terzino, ma anche a centrocampo.

#### Lokomotiv Mosca
Nel 2006 passa, per 1 milione di euro, al Lokomotiv Mosca, con cui vince la Coppa di Russia nel 2007 e di cui diventa uno dei simboli, tanto da attirare l'interesse dei principali club europei, quali Chelsea, Milan, Manchester United, Juventus, Inter e Napoli.

#### Chelsea
Nel gennaio 2008 si trasferisce proprio al Chelsea per una cifra pari a 12 milioni di euro. A Londra, tuttavia, nei primi sei mesi non scende mai in campo e, al termine della stagione, manifesta la volontà di essere ceduto. Il 24 settembre 2008, più di 8 mesi dopo il suo arrivo al Chelsea, Ivanović ha disputato la prima partita con i Blues a Fratton Park contro il Portsmouth in Carling Cup (4-0). Ha invece esordito in Premier League il 5 ottobre 2008 a Stamford Bridge contro l'Aston Villa (2-0) Il 26 novembre 2008 ha esordito in Champions League nella partita della quinta giornata della fase a gironi in casa del Bordeaux (1-1). L'8 aprile 2009, invece, ha realizzato le prime reti nella massima competizione europea per club, segnando una doppietta con due colpi di testa su calcio d'angolo nei quarti di finale ad Anfield contro il Liverpool, ribaltando l'1-0 iniziale dei Reds (finale 3-1 per il Chelsea). Un mese più tardi si è aggiudicato la FA Cup.

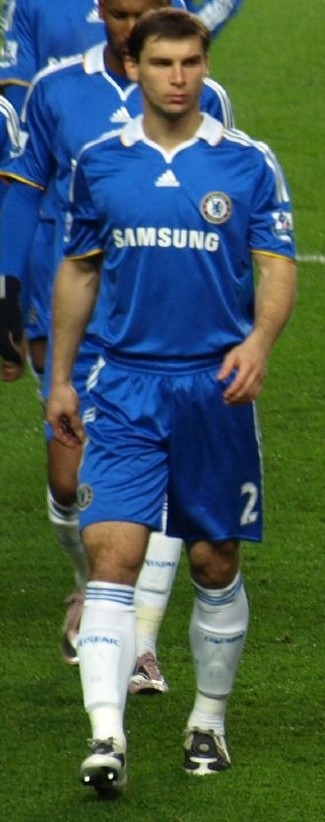
Ivanović con la maglia del Chelsea nel 2008.

Negli ottavi di finale di UEFA Champions League 2011-2012 contro il Napoli il difensore, che ha giocato la serata da terzino, ha contribuito alla rimonta dei Blues (che all'andata avevano perso 3-1 al San Paolo), che si impongono a Stamford Bridge 4-1, con il gol finale dello stesso Ivanovic. Il 21 aprile 2013 durante la partita Liverpool-Chelsea viene morso ad un braccio dal suo avversario uruguaiano Luis Suarez che poi riceverà 10 giornate di squalifica. Il 15 maggio sigla al 92º minuto della finale di Europa League, contro il Benfica, il gol vittoria, segnando di testa sugli sviluppi dell'azione di un calcio d'angolo, che fissa il risultato sull'1-2 e consegna la coppa al Chelsea. Il 17 febbraio 2015 è autore del primo gol nella sfida di andata degli ottavi di finale della UEFA Champions League 2014-2015 giocata a Parigi contro il Paris Saint-Germain Football Club, partita conclusasi sull'1-1.

#### Zenit San Pietroburgo
Il 1º febbraio 2017 viene ceduto a titolo gratuito allo Zenit San Pietroburgo, firmando un contratto di due anni e mezzo e lasciando il Chelsea dopo 9 anni. Nella squadra russa diventa immediatamente titolare, scendendo in campo con continuità. In totale colleziona 119 presenze e undici reti in tutte le competizioni, conquistando per due volte il titolo nazionale e una coppa di Russia. Il 31 luglio 2020 non gli viene rinnovato il contratto, rimanendo svincolato.

#### West Bromwich Albion
Il 15 settembre 2020, firma un contratto di una stagione con il West Bromwich, club neopromosso in Premier League. Al termine della stagione, dopo 13 presenze in campionato, rimane svincolato.

### Nazionale

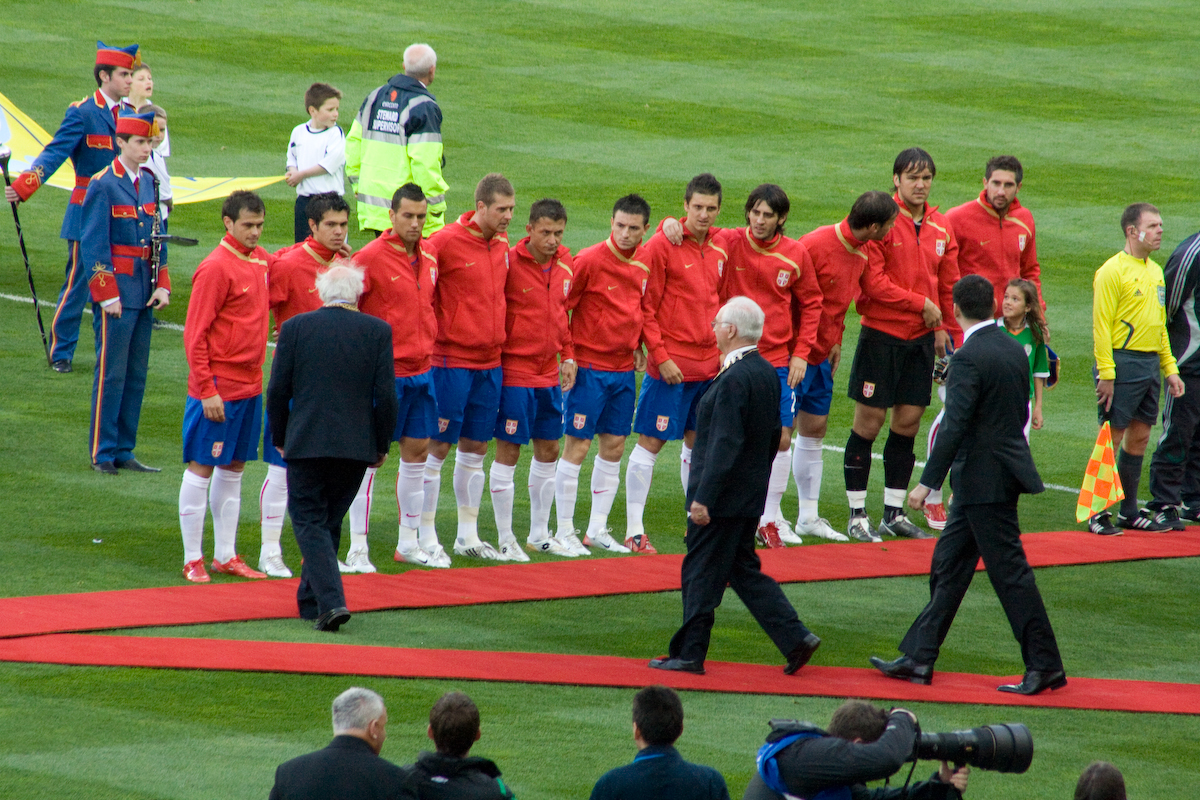
Ivanović (terzo da destra) con la maglia della Serbia nel 2008.

Ha partecipato ai Campionati europei Under-21 2004, con la Nazionale di calcio della Serbia e Montenegro Under-21, arrivando in finale, ma perdendo contro l'Italia. Nell'edizione del 2006, la formazione slava è invece arrivata alle seminifinali della manifestazione. Ha partecipato anche ai Campionati europei Under-21 2007 con la Nazionale serba Under-21, con cui ha raggiunto la finale, persa contro l'Olanda.
Ha debuttato in nazionale maggiore l'8 giugno 2005 a Toronto in amichevole contro l'Italia (1-1). Ha realizzato la prima rete con la maglia della Serbia il 12 settembre 2007 all'88º minuto di Portogallo-Serbia, fissando il risultato sull'1-1.
Il 9 giugno 2018, nell'amichevole pre-Mondiali 2018 vinta per 5-1 contro la Bolivia, Ivanović raggiunge quota 103 presenze in Nazionale, pareggiando le presenze del primatista Dejan Stanković. Nella stessa partita il difensore ex Chelsea ha segnato il gol del provvisorio 4-0 al 42º minuto del primo tempo. Nella partita successiva, valida per i Mondiali 2018 e vinta contro la Costa Rica per 1-0, ha superato Stanković toccando quota 104 presenze. Ha giocato poi anche la sfida con la Svizzera, che è stata la sua 105ª e ultima presenza con la selezione serba in quanto dopo il Mondiale ha lasciato la Nazionale.

## Statistiche

### Presenze e reti nei club
| Stagione               | Squadra                | Campionato             | Campionato | Campionato | Coppe nazionali | Coppe nazionali | Coppe nazionali | Coppe continentali | Coppe continentali | Coppe continentali | Altre coppe | Altre coppe | Altre coppe | Totale | Totale |
| Stagione               | Squadra                | Comp                   | Pres       | Reti       | Comp            | Pres            | Reti            | Comp               | Pres               | Reti               | Comp        | Pres        | Reti        | Pres   | Reti   |
| ---------------------- | ---------------------- | ---------------------- | ---------- | ---------- | --------------- | --------------- | --------------- | ------------------ | ------------------ | ------------------ | ----------- | ----------- | ----------- | ------ | ------ |
| gen.-giu. 2003         | Srem                   | DL                     | 3          | 0          | CS              | 0               | 0               | -                  | -                  | -                  | -           | -           | -           | 3      | 0      |
| 2003-gen. 2004         | Srem                   | DL                     | 16         | 2          | CS              | 0               | 0               | -                  | -                  | -                  | -           | -           | -           | 16     | 2      |
| Totale Srem            | Totale Srem            | Totale Srem            | 19         | 2          |                 | 0               | 0               |                    | -                  | -                  |             | -           | -           | 19     | 2      |
| gen.-giu. 2004         | OFK Belgrado           | SL                     | 13         | 0          | CS              | 1               | 0               | Int                | 0                  | 0                  | -           | -           | -           | 14     | 0      |
| 2004-2005              | OFK Belgrado           | SL                     | 27         | 2          | CS              | 2               | 1               | Int                | 6                  | 0                  | -           | -           | -           | 35     | 3      |
| 2005-2006              | OFK Belgrado           | SL                     | 15         | 3          | CS              | 1               | 0               | CU                 | 2                  | 1                  | -           | -           | -           | 18     | 4      |
| Totale OFK Belgrado    | Totale OFK Belgrado    | Totale OFK Belgrado    | 55         | 5          |                 | 4               | 1               |                    | 8                  | 1                  |             | -           | -           | 67     | 7      |
| 2006                   | Lokomotiv Mosca        | PL                     | 28         | 2          | CR              | 2               | 0               | CU                 | 2                  | 1                  | -           | -           | -           | 32     | 3      |
| 2007                   | Lokomotiv Mosca        | PL                     | 26         | 3          | CR              | 7               | 0               | CU                 | 6                  | 1                  | -           | -           | -           | 39     | 4      |
| Totale Lokomotiv Mosca | Totale Lokomotiv Mosca | Totale Lokomotiv Mosca | 54         | 5          |                 | 9               | 0               |                    | 8                  | 2                  |             | -           | -           | 71     | 7      |
| gen.-giu. 2008         | Chelsea                | PL                     | 0          | 0          | FACup+CdL       | 0               | 0               | UCL                | 0                  | 0                  | -           | -           | -           | 0      | 0      |
| 2008-2009              | Chelsea                | PL                     | 16         | 0          | FACup+CdL       | 4+2             | 0               | UCL                | 4                  | 8                  | -           | -           | -           | 26     | 2      |
| 2009-2010              | Chelsea                | PL                     | 28         | 7          | FACup+CdL       | 3+3             | 0               | UCL                | 6                  | 0                  | CS          | 1           | 0           | 41     | 1      |
| 2010-2011              | Chelsea                | PL                     | 34         | 4          | FACup+CdL       | 3+0             | 0               | UCL                | 10                 | 2                  | CS          | 1           | 0           | 48     | 6      |
| 2011-2012              | Chelsea                | PL                     | 29         | 4          | FACup+CdL       | 5+1             | 0               | UCL                | 10                 | 1                  | -           | -           | -           | 45     | 5      |
| 2012-2013              | Chelsea                | PL                     | 34         | 5          | FACup+CdL       | 6+3             | 1+1             | UCL+UEL            | 6+6                | 0+1                | CS+SU+Cmc   | 1+1+2       | 0           | 59     | 8      |
| 2013-2014              | Chelsea                | PL                     | 36         | 3          | FACup+CdL       | 2+0             | 0               | UCL                | 11                 | 0                  | SU          | 1           | 0           | 50     | 3      |
| 2014-2015              | Chelsea                | PL                     | 38         | 4          | FACup+CdL       | 0+4             | 1               | UCL                | 7                  | 1                  | -           | -           | -           | 49     | 6      |
| 2015-2016              | Chelsea                | PL                     | 33         | 2          | FACup+CdL       | 4+1             | 0               | UCL                | 4                  | 0                  | CS          | 1           | 0           | 43     | 2      |
| 2016-gen. 2017         | Chelsea                | PL                     | 13         | 0          | FACup+CdL       | 2+1             | 1+0             | -                  | -                  | -                  | -           | -           | -           | 16     | 1      |
| Totale Chelsea         | Totale Chelsea         | Totale Chelsea         | 261        | 22         |                 | 44              | 5               |                    | 64                 | 8                  |             | 8           | 0           | 377    | 35     |
| gen.-giu. 2017         | Zenit                  | PL                     | 10         | 1          | KR              | 0               | 0               | UEL                | 1                  | 0                  | SR          | 0           | 0           | 11     | 1      |
| 2017-2018              | Zenit                  | PL                     | 27         | 2          | KR              | 0               | 0               | UEL                | 11                 | 3                  | -           | -           | -           | 38     | 5      |
| 2018-2019              | Zenit                  | PL                     | 28         | 1          | KR              | 1               | 0               | UEL                | 12                 | 1                  | -           | -           | -           | 41     | 2      |
| 2019-2020              | Zenit                  | PL                     | 25         | 4          | KR              | 3               | 0               | UEL                | 6                  | 0                  | SR          | 1           | 0           | 35     | 4      |
| Totale Zenit           | Totale Zenit           | Totale Zenit           | 90         | 8          |                 | 4               | 0               |                    | 30                 | 4                  |             | 1           | 0           | 125    | 12     |
| 2020-2021              | West Bromwich          | PL                     | 13         | 0          | FACup+CdL       | 1+1             | 0               |                    | -                  | -                  |             | -           | -           | 15     | 0      |
| Totale carriera        | Totale carriera        | Totale carriera        | 505        | 42         |                 | 63              | 6               |                    | 110                | 15                 |             | 9           | 0           | 687    | 63     |

### Cronologia delle presenze in nazionale
| Cronologia completa delle presenze e delle reti in nazionale ― Serbia e Montenegro | Cronologia completa delle presenze e delle reti in nazionale ― Serbia e Montenegro | Cronologia completa delle presenze e delle reti in nazionale ― Serbia e Montenegro | Cronologia completa delle presenze e delle reti in nazionale ― Serbia e Montenegro | Cronologia completa delle presenze e delle reti in nazionale ― Serbia e Montenegro | Cronologia completa delle presenze e delle reti in nazionale ― Serbia e Montenegro | Cronologia completa delle presenze e delle reti in nazionale ― Serbia e Montenegro | Cronologia completa delle presenze e delle reti in nazionale ― Serbia e Montenegro |
| Data                                                                               | Città                                                                              | In casa                                                                            | Risultato                                                                          | Ospiti                                                                             | Competizione                                                                       | Reti                                                                               | Note                                                                               |
| ---------------------------------------------------------------------------------- | ---------------------------------------------------------------------------------- | ---------------------------------------------------------------------------------- | ---------------------------------------------------------------------------------- | ---------------------------------------------------------------------------------- | ---------------------------------------------------------------------------------- | ---------------------------------------------------------------------------------- | ---------------------------------------------------------------------------------- |
| 8-6-2005                                                                           | Toronto                                                                            | Italia                                                                             | 1 – 1                                                                              | Serbia e Montenegro                                                                | Amichevole                                                                         | -                                                                                  | 77’                                                                                |
| Totale                                                                             |                                                                                    | Presenze                                                                           | 1                                                                                  |                                                                                    | Reti                                                                               | 0                                                                                  |                                                                                    |

| Cronologia completa delle presenze e delle reti in nazionale ― Serbia | Cronologia completa delle presenze e delle reti in nazionale ― Serbia | Cronologia completa delle presenze e delle reti in nazionale ― Serbia | Cronologia completa delle presenze e delle reti in nazionale ― Serbia | Cronologia completa delle presenze e delle reti in nazionale ― Serbia | Cronologia completa delle presenze e delle reti in nazionale ― Serbia | Cronologia completa delle presenze e delle reti in nazionale ― Serbia | Cronologia completa delle presenze e delle reti in nazionale ― Serbia |
| Data                                                                  | Città                                                                 | In casa                                                               | Risultato                                                             | Ospiti                                                                | Competizione                                                          | Reti                                                                  | Note                                                                  |
| --------------------------------------------------------------------- | --------------------------------------------------------------------- | --------------------------------------------------------------------- | --------------------------------------------------------------------- | --------------------------------------------------------------------- | --------------------------------------------------------------------- | --------------------------------------------------------------------- | --------------------------------------------------------------------- |
| 16-8-2006                                                             | Uherské Hradiště                                                      | Serbia                                                                | 3 – 1                                                                 | Rep. Ceca                                                             | Amichevole                                                            | -                                                                     | 79’                                                                   |
| 15-11-2006                                                            | Belgrado                                                              | Serbia                                                                | 1 – 1                                                                 | Norvegia                                                              | Amichevole                                                            | -                                                                     |                                                                       |
| 8-9-2007                                                              | Belgrado                                                              | Serbia                                                                | 0 – 0                                                                 | Finlandia                                                             | Qual. Euro 2008                                                       | -                                                                     |                                                                       |
| 12-9-2007                                                             | Lisbona                                                               | Portogallo                                                            | 1 – 1                                                                 | Serbia                                                                | Qual. Euro 2008                                                       | 1                                                                     |                                                                       |
| 13-10-2007                                                            | Erevan                                                                | Armenia                                                               | 0 – 0                                                                 | Serbia                                                                | Qual. Euro 2008                                                       | -                                                                     |                                                                       |
| 17-10-2007                                                            | Baku                                                                  | Azerbaigian                                                           | 1 – 6                                                                 | Serbia                                                                | Qual. Euro 2008                                                       | -                                                                     |                                                                       |
| 21-11-2007                                                            | Belgrado                                                              | Serbia                                                                | 2 – 2                                                                 | Polonia                                                               | Qual. Euro 2008                                                       | -                                                                     |                                                                       |
| 24-11-2007                                                            | Belgrado                                                              | Serbia                                                                | 1 – 0                                                                 | Kazakistan                                                            | Qual. Euro 2008                                                       | -                                                                     |                                                                       |
| 26-3-2008                                                             | Kiev                                                                  | Ucraina                                                               | 2 – 0                                                                 | Serbia                                                                | Amichevole                                                            | -                                                                     |                                                                       |
| 24-5-2008                                                             | Dublino                                                               | Irlanda                                                               | 1 – 1                                                                 | Serbia                                                                | Amichevole                                                            | -                                                                     | 82’                                                                   |
| 28-5-2008                                                             | Burghausen                                                            | Russia                                                                | 2 – 1                                                                 | Serbia                                                                | Amichevole                                                            | -                                                                     | 46’                                                                   |
| 31-5-2008                                                             | Gelsenkirchen                                                         | Germania                                                              | 2 – 1                                                                 | Serbia                                                                | Amichevole                                                            | -                                                                     | 82’                                                                   |
| 10-9-2008                                                             | Saint-Denis                                                           | Francia                                                               | 2 – 1                                                                 | Serbia                                                                | Qual. Mondiali 2010                                                   | 1                                                                     | 50’                                                                   |
| 11-10-2008                                                            | Belgrado                                                              | Serbia                                                                | 3 – 0                                                                 | Lituania                                                              | Qual. Mondiali 2010                                                   | 1                                                                     | 57’                                                                   |
| 15-10-2008                                                            | Vienna                                                                | Austria                                                               | 1 – 3                                                                 | Serbia                                                                | Qual. Mondiali 2010                                                   | -                                                                     |                                                                       |
| 19-11-2008                                                            | Belgrado                                                              | Serbia                                                                | 6 – 1                                                                 | Bulgaria                                                              | Amichevole                                                            | -                                                                     | 46’                                                                   |
| 10-2-2009                                                             | Nicosia                                                               | Cipro                                                                 | 0 – 2                                                                 | Serbia                                                                | Amichevole                                                            | -                                                                     |                                                                       |
| 11-2-2009                                                             | Nicosia                                                               | Ucraina                                                               | 1 – 0                                                                 | Serbia                                                                | Amichevole                                                            | -                                                                     |                                                                       |
| 28-3-2009                                                             | Costanza                                                              | Romania                                                               | 2 – 3                                                                 | Serbia                                                                | Qual. Mondiali 2010                                                   | 1                                                                     |                                                                       |
| 1-4-2009                                                              | Belgrado                                                              | Serbia                                                                | 2 – 0                                                                 | Svezia                                                                | Amichevole                                                            | -                                                                     |                                                                       |
| 6-6-2009                                                              | Belgrado                                                              | Serbia                                                                | 1 – 0                                                                 | Austria                                                               | Qual. Mondiali 2010                                                   | -                                                                     |                                                                       |
| 10-6-2009                                                             | Tórshavn                                                              | Fær Øer                                                               | 0 – 2                                                                 | Serbia                                                                | Qual. Mondiali 2010                                                   | -                                                                     |                                                                       |
| 12-8-2009                                                             | Pretoria                                                              | Sudafrica                                                             | 1 – 3                                                                 | Serbia                                                                | Amichevole                                                            | -                                                                     |                                                                       |
| 9-9-2009                                                              | Belgrado                                                              | Serbia                                                                | 1 – 1                                                                 | Francia                                                               | Qual. Mondiali 2010                                                   | -                                                                     |                                                                       |
| 10-10-2009                                                            | Belgrado                                                              | Serbia                                                                | 5 – 0                                                                 | Romania                                                               | Qual. Mondiali 2010                                                   | -                                                                     |                                                                       |
| 14-10-2009                                                            | Marijampolė                                                           | Lituania                                                              | 2 – 1                                                                 | Serbia                                                                | Qual. Mondiali 2010                                                   | -                                                                     |                                                                       |
| 18-11-2009                                                            | Londra                                                                | Corea del Sud                                                         | 0 – 1                                                                 | Serbia                                                                | Amichevole                                                            | -                                                                     |                                                                       |
| 3-3-2010                                                              | Algeri                                                                | Algeria                                                               | 0 – 3                                                                 | Serbia                                                                | Amichevole                                                            | -                                                                     | 67’                                                                   |
| 2-6-2010                                                              | Kufstein                                                              | Polonia                                                               | 0 – 0                                                                 | Serbia                                                                | Amichevole                                                            | -                                                                     |                                                                       |
| 5-6-2010                                                              | Belgrado                                                              | Serbia                                                                | 4 – 3                                                                 | Camerun                                                               | Amichevole                                                            | -                                                                     |                                                                       |
| 13-6-2010                                                             | Pretoria                                                              | Serbia                                                                | 0 – 1                                                                 | Ghana                                                                 | Mondiali 2010 - 1º turno                                              | -                                                                     |                                                                       |
| 18-6-2010                                                             | Port Elizabeth                                                        | Germania                                                              | 0 – 1                                                                 | Serbia                                                                | Mondiali 2010 - 1º turno                                              | -                                                                     | 18’                                                                   |
| 23-6-2010                                                             | Nelspruit                                                             | Australia                                                             | 2 – 1                                                                 | Serbia                                                                | Mondiali 2010 - 1º turno                                              | -                                                                     |                                                                       |
| 11-8-2010                                                             | Belgrado                                                              | Serbia                                                                | 0 – 1                                                                 | Grecia                                                                | Amichevole                                                            | -                                                                     |                                                                       |
| 8-10-2010                                                             | Belgrado                                                              | Serbia                                                                | 1 – 3                                                                 | Estonia                                                               | Qual. Euro 2012                                                       | -                                                                     |                                                                       |
| 12-10-2010                                                            | Genova                                                                | Italia                                                                | 3 – 0 tav                                                             | Serbia                                                                | Qual. Euro 2012                                                       | -                                                                     |                                                                       |
| 17-11-2010                                                            | Sofia                                                                 | Bulgaria                                                              | 0 – 1                                                                 | Serbia                                                                | Amichevole                                                            | -                                                                     |                                                                       |
| 9-2-2011                                                              | Tel Aviv                                                              | Israele                                                               | 0 – 2                                                                 | Serbia                                                                | Amichevole                                                            | -                                                                     | 64’                                                                   |
| 25-3-2011                                                             | Belgrado                                                              | Serbia                                                                | 2 – 1                                                                 | Irlanda del Nord                                                      | Qual. Euro 2012                                                       | -                                                                     |                                                                       |
| 29-3-2011                                                             | Tallinn                                                               | Estonia                                                               | 1 – 1                                                                 | Serbia                                                                | Qual. Euro 2012                                                       | -                                                                     |                                                                       |
| 2-9-2011                                                              | Belfast                                                               | Irlanda del Nord                                                      | 0 – 1                                                                 | Serbia                                                                | Qual. Euro 2012                                                       | -                                                                     |                                                                       |
| 6-9-2011                                                              | Belgrado                                                              | Serbia                                                                | 3 – 1                                                                 | Fær Øer                                                               | Qual. Euro 2012                                                       | -                                                                     |                                                                       |
| 7-10-2011                                                             | Belgrado                                                              | Serbia                                                                | 1 – 1                                                                 | Italia                                                                | Qual. Euro 2012                                                       | 1                                                                     | 55’                                                                   |
| 11-10-2011                                                            | Maribor                                                               | Slovenia                                                              | 1 – 0                                                                 | Serbia                                                                | Qual. Euro 2012                                                       | -                                                                     |                                                                       |
| 11-11-2011                                                            | Querétaro                                                             | Messico                                                               | 2 – 0                                                                 | Serbia                                                                | Amichevole                                                            | -                                                                     | 82’                                                                   |
| 14-11-2011                                                            | San Pedro Sula                                                        | Honduras                                                              | 2 – 0                                                                 | Serbia                                                                | Amichevole                                                            | -                                                                     |                                                                       |
| 28-2-2012                                                             | Limassol                                                              | Serbia                                                                | 2 – 0                                                                 | Armenia                                                               | Amichevole                                                            | 1                                                                     | cap.                                                                  |
| 29-2-2012                                                             | Nicosia                                                               | Cipro                                                                 | 0 – 0                                                                 | Serbia                                                                | Amichevole                                                            | -                                                                     | cap.                                                                  |
| 26-5-2012                                                             | San Gallo                                                             | Spagna                                                                | 2 – 0                                                                 | Serbia                                                                | Amichevole                                                            | -                                                                     | cap.                                                                  |
| 31-5-2012                                                             | Reims                                                                 | Francia                                                               | 2 – 0                                                                 | Serbia                                                                | Amichevole                                                            | -                                                                     | cap.                                                                  |
| 15-8-2012                                                             | Belgrado                                                              | Serbia                                                                | 0 – 0                                                                 | Irlanda                                                               | Amichevole                                                            | -                                                                     | cap.                                                                  |
| 8-9-2012                                                              | Glasgow                                                               | Scozia                                                                | 0 – 0                                                                 | Serbia                                                                | Qual. Mondiali 2014                                                   | -                                                                     | cap.                                                                  |
| 11-9-2012                                                             | Novi Sad                                                              | Serbia                                                                | 6 – 1                                                                 | Galles                                                                | Qual. Mondiali 2014                                                   | 1                                                                     | cap.                                                                  |
| 12-10-2012                                                            | Belgrado                                                              | Serbia                                                                | 0 – 3                                                                 | Belgio                                                                | Qual. Mondiali 2014                                                   | -                                                                     | cap.                                                                  |
| 16-10-2012                                                            | Skopje                                                                | Macedonia                                                             | 1 – 0                                                                 | Serbia                                                                | Qual. Mondiali 2014                                                   | -                                                                     | 68’                                                                   |
| 14-11-2012                                                            | San Gallo                                                             | Cile                                                                  | 1 – 3                                                                 | Serbia                                                                | Amichevole                                                            | -                                                                     | cap. - 46’                                                            |
| 6-2-2013                                                              | Nicosia                                                               | Cipro                                                                 | 1 – 3                                                                 | Serbia                                                                | Amichevole                                                            | -                                                                     | cap. - 46’                                                            |
| 22-3-2013                                                             | Zagabria                                                              | Croazia                                                               | 2 – 0                                                                 | Serbia                                                                | Qual. Mondiali 2014                                                   | -                                                                     | cap.                                                                  |
| 26-3-2013                                                             | Novi Sad                                                              | Serbia                                                                | 2 – 0                                                                 | Scozia                                                                | Qual. Mondiali 2014                                                   | -                                                                     | cap.                                                                  |
| 7-6-2013                                                              | Bruxelles                                                             | Belgio                                                                | 2 – 1                                                                 | Serbia                                                                | Qual. Mondiali 2014                                                   | -                                                                     | cap.                                                                  |
| 14-8-2013                                                             | Barcellona                                                            | Colombia                                                              | 1 – 0                                                                 | Serbia                                                                | Amichevole                                                            | -                                                                     | cap. - 61’                                                            |
| 6-9-2013                                                              | Belgrado                                                              | Serbia                                                                | 1 – 1                                                                 | Croazia                                                               | Qual. Mondiali 2014                                                   | -                                                                     | cap.                                                                  |
| 10-9-2013                                                             | Cardiff                                                               | Galles                                                                | 0 – 3                                                                 | Serbia                                                                | Qual. Mondiali 2014                                                   | -                                                                     | cap.                                                                  |
| 11-10-2013                                                            | Novi Sad                                                              | Serbia                                                                | 2 – 0                                                                 | Giappone                                                              | Amichevole                                                            | -                                                                     |                                                                       |
| 15-10-2013                                                            | Jagodina                                                              | Serbia                                                                | 5 – 1                                                                 | Macedonia                                                             | Qual. Mondiali 2014                                                   | -                                                                     | cap.                                                                  |
| 15-11-2013                                                            | Dubai                                                                 | Russia                                                                | 1 – 1                                                                 | Serbia                                                                | Amichevole                                                            | -                                                                     | cap. - 40’                                                            |
| 5-3-2014                                                              | Dublino                                                               | Irlanda                                                               | 1 – 2                                                                 | Serbia                                                                | Amichevole                                                            | -                                                                     | cap. - 82’                                                            |
| 26-5-2014                                                             | Harrison                                                              | Serbia                                                                | 2 – 1                                                                 | Giamaica                                                              | Amichevole                                                            | -                                                                     | cap.                                                                  |
| 31-5-2014                                                             | Bridgeview                                                            | Panama                                                                | 1 – 1                                                                 | Serbia                                                                | Amichevole                                                            | 1                                                                     | cap.                                                                  |
| 6-6-2014                                                              | San Paolo                                                             | Brasile                                                               | 1 – 0                                                                 | Serbia                                                                | Amichevole                                                            | -                                                                     | cap.                                                                  |
| 7-9-2014                                                              | Belgrado                                                              | Serbia                                                                | 1 – 1                                                                 | Francia                                                               | Amichevole                                                            | -                                                                     | cap.                                                                  |
| 11-10-2014                                                            | Erevan                                                                | Armenia                                                               | 1 – 1                                                                 | Serbia                                                                | Qual. Euro 2016                                                       | -                                                                     | cap.                                                                  |
| 14-10-2014                                                            | Belgrado                                                              | Serbia                                                                | 0 – 3 tav                                                             | Albania                                                               | Qual. Euro 2016                                                       | -                                                                     | cap. - 35’                                                            |
| 14-11-2014                                                            | Belgrado                                                              | Serbia                                                                | 1 – 3                                                                 | Danimarca                                                             | Qual. Euro 2016                                                       | -                                                                     | cap.                                                                  |
| 18-11-2014                                                            | La Canea                                                              | Grecia                                                                | 0 – 2                                                                 | Serbia                                                                | Amichevole                                                            | -                                                                     | cap.                                                                  |
| 29-3-2015                                                             | Lisbona                                                               | Portogallo                                                            | 2 – 1                                                                 | Serbia                                                                | Qual. Euro 2016                                                       | -                                                                     | cap.                                                                  |
| 7-6-2015                                                              | Sankt Pölten                                                          | Serbia                                                                | 4 – 1                                                                 | Azerbaigian                                                           | Amichevole                                                            | 2                                                                     | cap. - 77’                                                            |
| 13-6-2015                                                             | Copenaghen                                                            | Danimarca                                                             | 2 – 0                                                                 | Serbia                                                                | Qual. Euro 2016                                                       | -                                                                     | cap.                                                                  |
| 4-9-2015                                                              | Novi Sad                                                              | Serbia                                                                | 2 – 0                                                                 | Armenia                                                               | Qual. Euro 2016                                                       | -                                                                     | cap. - 45’                                                            |
| 7-9-2015                                                              | Bordeaux                                                              | Francia                                                               | 2 – 1                                                                 | Serbia                                                                | Amichevole                                                            | -                                                                     | cap.                                                                  |
| 8-10-2015                                                             | Elbasan                                                               | Albania                                                               | 0 – 2                                                                 | Serbia                                                                | Qual. Euro 2016                                                       | -                                                                     | cap. - 65’                                                            |
| 13-11-2015                                                            | Ostrava                                                               | Rep. Ceca                                                             | 4 – 1                                                                 | Serbia                                                                | Amichevole                                                            | -                                                                     | cap.                                                                  |
| 23-3-2016                                                             | Poznań                                                                | Polonia                                                               | 1 – 0                                                                 | Serbia                                                                | Amichevole                                                            | -                                                                     | cap.                                                                  |
| 29-3-2016                                                             | Tallinn                                                               | Estonia                                                               | 0 – 1                                                                 | Serbia                                                                | Amichevole                                                            | -                                                                     | cap.                                                                  |
| 31-5-2016                                                             | Novi Sad                                                              | Serbia                                                                | 3 – 1                                                                 | Israele                                                               | Amichevole                                                            | 1                                                                     | cap. - 46’                                                            |
| 5-6-2016                                                              | Monaco                                                                | Serbia                                                                | 1 – 1                                                                 | Russia                                                                | Amichevole                                                            | -                                                                     | cap.                                                                  |
| 5-9-2016                                                              | Belgrado                                                              | Serbia                                                                | 2 – 2                                                                 | Irlanda                                                               | Qual. Mondiali 2018                                                   | -                                                                     | cap.                                                                  |
| 6-10-2016                                                             | Chișinău                                                              | Moldavia                                                              | 0 – 3                                                                 | Serbia                                                                | Qual. Mondiali 2018                                                   | 1                                                                     | cap.                                                                  |
| 9-10-2016                                                             | Belgrado                                                              | Serbia                                                                | 3 – 2                                                                 | Austria                                                               | Qual. Mondiali 2018                                                   | -                                                                     | cap.                                                                  |
| 12-11-2016                                                            | Cardiff                                                               | Galles                                                                | 1 – 1                                                                 | Serbia                                                                | Qual. Mondiali 2018                                                   | -                                                                     | cap.                                                                  |
| 15-11-2016                                                            | Charkiv                                                               | Ucraina                                                               | 2 – 0                                                                 | Serbia                                                                | Amichevole                                                            | -                                                                     | 77’ - 87’                                                             |
| 24-3-2017                                                             | Tbilisi                                                               | Georgia                                                               | 1 – 3                                                                 | Serbia                                                                | Qual. Mondiali 2018                                                   | -                                                                     | cap.                                                                  |
| 11-6-2017                                                             | Belgrado                                                              | Serbia                                                                | 1 – 1                                                                 | Galles                                                                | Qual. Mondiali 2018                                                   | -                                                                     | cap.                                                                  |
| 2-9-2017                                                              | Belgrado                                                              | Serbia                                                                | 3 – 0                                                                 | Moldavia                                                              | Qual. Mondiali 2018                                                   | -                                                                     | cap.                                                                  |
| 5-9-2017                                                              | Dublino                                                               | Irlanda                                                               | 0 – 1                                                                 | Serbia                                                                | Qual. Mondiali 2018                                                   | -                                                                     | cap.                                                                  |
| 6-10-2017                                                             | Vienna                                                                | Austria                                                               | 3 – 2                                                                 | Serbia                                                                | Qual. Mondiali 2018                                                   | -                                                                     | cap.                                                                  |
| 9-10-2017                                                             | Belgrado                                                              | Serbia                                                                | 1 – 0                                                                 | Georgia                                                               | Qual. Mondiali 2018                                                   | -                                                                     | cap.                                                                  |
| 10-11-2017                                                            | Canton                                                                | Cina                                                                  | 0 – 2                                                                 | Serbia                                                                | Amichevole                                                            | -                                                                     | cap. - 73’                                                            |
| 14-11-2017                                                            | Ulsan                                                                 | Corea del Sud                                                         | 1 – 1                                                                 | Serbia                                                                | Amichevole                                                            | -                                                                     | cap. - 68’                                                            |
| 23-3-2018                                                             | Torino                                                                | Serbia                                                                | 1 – 2                                                                 | Marocco                                                               | Amichevole                                                            | -                                                                     | 73’                                                                   |
| 27-3-2018                                                             | Londra                                                                | Nigeria                                                               | 0 – 2                                                                 | Serbia                                                                | Amichevole                                                            | -                                                                     |                                                                       |
| 9-6-2018                                                              | Graz                                                                  | Serbia                                                                | 5 – 1                                                                 | Bolivia                                                               | Amichevole                                                            | 1                                                                     |                                                                       |
| 16-6-2018                                                             | Samara                                                                | Costa Rica                                                            | 0 – 1                                                                 | Serbia                                                                | Mondiali 2018 - 1º turno                                              | -                                                                     | 59’                                                                   |
| 22-6-2018                                                             | Kaliningrad                                                           | Serbia                                                                | 1 – 2                                                                 | Svizzera                                                              | Mondiali 2018 - 1º turno                                              | -                                                                     |                                                                       |
| Totale                                                                |                                                                       | Presenze (2º posto)                                                   | 104                                                                   |                                                                       | Reti                                                                  | 13                                                                    |                                                                       |

## Palmarès

### Club

#### Competizioni nazionali
- Coppa di Russia: 2

Lokomotiv Mosca: 2007
Zenit: 2019-2020
- Coppa d'Inghilterra: 3

Chelsea: 2008–2009, 2009–2010, 2011-2012
- Community Shield: 1

Chelsea: 2009
- Campionato inglese: 3

Chelsea: 2009-2010, 2014-2015, 2016-2017
- Coppa di Lega inglese: 1

Chelsea: 2014-2015
- Campionato russo: 2

Zenit: 2018-2019, 2019-2020

#### Competizioni internazionali
- UEFA Champions League: 1

Chelsea: 2011-2012
- UEFA Europa League: 1

Chelsea: 2012-2013

### Individuale
- Calciatore serbo dell'anno: 2

2012, 2013
- Squadra della stagione della UEFA Champions League: 1

2014-2015
- All-Time XI dell'Europeo Under-21: 1

2015
- Squadra dell'anno della PFA: 2

2010, 2015
- ESM Team of the Year: 1

2014-2015